# Přechodný epitel
Přechodný epitel (přechodní epitel, urotel) je typ pletiva, který se skládá z více řad epiteliálních buněk, které se mohou rozpínat a smršťovat a tím mění svůj tvar. Je to typický epitel pro močový měchýř.

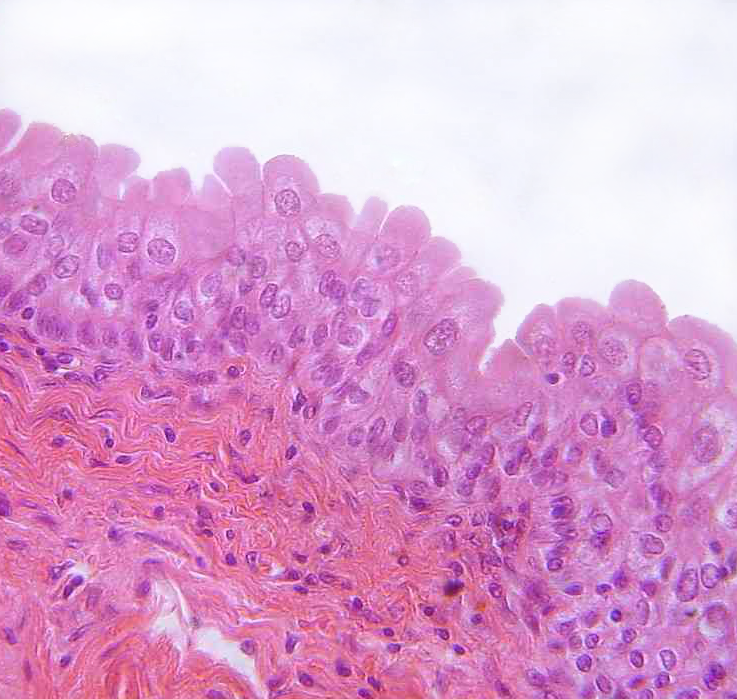
Přechodný epitel v močovém měchýři

## Popis
Přechodný epitel je charakteristický přítomností kopulovitých fasetových buněk umístěných v povrchové vrstvě, které nejsou ani dlaždicové, ani cylindrické. Tvar mění buňky podle rozpětí močového měchýře, ve kterém se mimo jiné vyskytují. Objevili bychom ho i v močovodu, v horní části uretry a vystýlá ledvinné kalichy a pánvičky. 
Povrch pletiva se dá rozdělit na dva typy. Volný povrch, který směřuje do orgánů, se nazývá apikální a části, která směřuje na spodní stranu tkáně, se říká bazální membrána.

## Močový měchýř

### Uspořádání
V nenaplněném stavu tvoří přechodný epitel močového měchýře 5-6 vrstev buněk, které drží pohromadě s desmozomy a jsou napojeny na bazální laminu. Povrchové buňky jsou větší, kulaté, často dvoujaderné nebo polyploidní, s plazmatickou membránou pokrytou částicemi glykoproteinů. Na membráně jdou rozpoznat tlusté ploténky, které jsou odděleny úzkými pásy, ve kterých je membrána tenčí. Takovéto uspořádání je považované za osmotickou bariéru mezi močí a tkáňovou tekutinou. 
Toto uspořádání má dvě hlavní role. Usnadňuje expanze a kontrakce, protahování se děje bez ztráty strukturální integrity a poskytuje nepropustnou výstelku pro orgány, které zadržují kapaliny, co obsahují toxické produkty metabolismu jako je močovina a její kyseliny, a látky obsahující vysoké koncentrace solí jako je draslík a sodík. 

### Funkce
Když se měchýř začne plnit, přechodný epitel změní svůj tvar. Zvyšující objem měchýře zmenšuje počet buněčných vrstev, a je-li epitel zcela roztažen a měchýř je plný moči, zmenší se počet vrstev na 2-3. Toto se děje protože se povrchové buňky zplošťují.
Při kontrakci měchýře se membrána, ve které se střídají tenké a tlusté úseky podél tenčích úseků řasí a tlusté ploténky se vchlipují dovnitř a tak vytváří cytoplazmatické vřetenovité váčky. Tyto váčky jsou záložní forma tlustých plotének, které se v prázdném měchýři uchovávají v cytoplazmě a zvětšují povrch buněk v naplněném stavu.

## Poškození
Poškození přechodného epitelu nastává u infekcí. Leukocyturie, přítomnost leukocytů v moči, je jednou z nich. Pokud se při leukocyturii v moči vyskytne větší množství buněk z povrchových nebo i hlubších vrstev přechodného epitelu, může se jednat o invazivní infekci ve vývodních močových cestách nebo o infekci v močovém traktu.
Další možnost, jak se může přechodný epitel poškodit, jsou nádory. Více než 90% nádorů močového měchýře vychází z jeho epitelové výstelky a 6-8% nádorů ledvin je tvořeno právě nádory z přechodného epitelu pánvičky a močovodu. Tyto nádory jsou radiorezistentní a na rozdíl od podobných měchýřových nádorů i chemorezistentní. Dají se odstranit pouze chirurgicky a v porovnání s nádory měchýře je léčba málo úspěšná. 